# Eduard Neumann
Pour les articles homonymes, voir Neumann.
Eduard « Edu » Neumann, né le 5 juin 1911 en Bukovine et mort le 9 août 2004 à Munich, est un as de la Luftwaffe pendant la Seconde Guerre mondiale.

## Biographie
À sa naissance, la Bukovine fait partie de l'Autriche-Hongrie. Mais le 28 novembre 1918, elle fait sécession et s’unit au royaume de Roumanie. Eduard Neumann devient Roumain mais parle, en plus de la langue de son pays, l'Allemand. Il fait ses études en Allemagne et travaille comme apprenti mécanicien.
En 1934, il est naturalisé Allemand et s'engage dans la Luftwaffe, il se porte volontaire pour participer à la guerre d'Espagne au sein de la légion Condor et devient officier.
Durant la Seconde Guerre mondiale, entre 1941 et 1943, il commande le Jagdgeschwader 27.
Puis il est affecté à Bucarest comme Jafü (« Responsable du guidage de la chasse ») et termine la guerre dans le nord de l'Italie.
À la fin du conflit, il devient ingénieur à Munich.